# Team building
Il team building o team-building (traducibile come "costruzione del gruppo", "cementazione di gruppo" o "fare squadra"), nell'ambito delle risorse umane, costituisce un insieme di attività formative, variamente definite come team game, team experience, team wellbeing (ludiche, esperienziali e di benessere), team experience, cooking class, il cui scopo è la valorizzazione del senso di appartenenza ad un gruppo. 

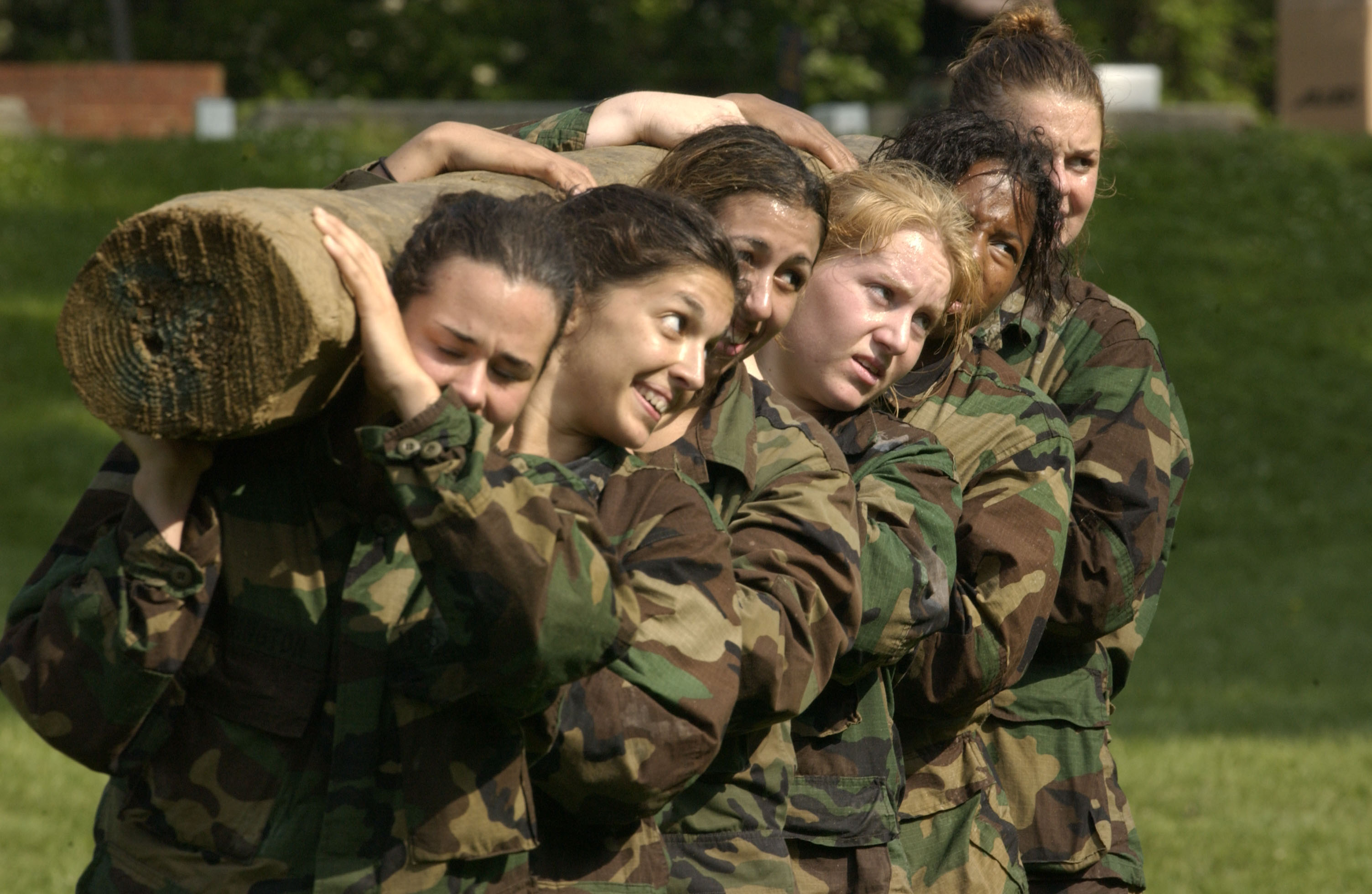
Militari statunitensi usano il sollevamento di un tronco come esercizio di team building.

## Caratteristiche
Il team building indica specifiche metodologie nate e sviluppate per lavorare sui gruppi e in particolare su team di lavoro task-oriented. La sua attività si focalizza nello sviluppo delle competenze distintive di un'azienda andando a creare un senso di identità su ogni componente del gruppo di lavoro.
Utilizzata con successo negli USA sui militari e sui minori, è oggi spesso applicata in ambiti aziendali per ottenere una miglior coesione e maggior collaborazione fra i dipendenti. La costruzione del gruppo può avere una maggior valenza formativa, se associata ad un'analisi dettagliata dei bisogni, a fasi strutturate e alternative di briefing e debriefing oppure può avere una valenza principalmente ludica, qualora l'obiettivo sia far rilassare il gruppo creando una sensazione di appartenenza ad un team. L'attività stimola le aziende a riflettere sull'importanza di lavorare in contesti relazionali piacevoli.
Questa attività viene solitamente realizzata e condotta da personale esperto, che può avvalersi, per determinate attività, di consulenze da tecnici professionisti esperti nel settore specifico, ad esempio maestro di cucina, di cucito o di laboratori in genere, di rafting, di parco avventura, ecc.

## Aspetti pratici
Può essere definito esperienziale in quanto fa vivere in prima persona le "esperienze" ai partecipanti che vengono sollecitate attraverso lo scambio e il contatto con gli altri in un clima d'interazione. Questo porta il team building a essere uno strumento oltre che di formazione anche d'incentivazione. Vivere in prima persona facilita la possibilità che l'esperienza si trasformi in apprendimento tale da cambiare i nostri comportamenti ed avere un impatto che permanga a molto nella nostra memoria. Per utilizzare al meglio le risorse dei singoli nel gruppo le organizzazioni creano seminari per far comprendere ai partecipanti le regole che fanno parte della vita di un gruppo per poi cercare di svilupparle nell'organizzazione reale.

## Contesti di applicazione
Molte aziende sfruttano le potenzialità date da questa attività quando si trovano di fronte ad un gruppo costituito da poco o quando il gruppo è in crisi o ancora quando è sotto stress o semplicemente non ottiene i risultati attesi. Il team building ha quindi preso in prestito e rielaborato alcune attività ludiche, sportive, teatrali, musicali e così via, divenendo sempre più un contenitore flessibile e articolato. Rimane la necessità di saper distinguere il team building "formativo" e costruttivo da quello prevalentemente "ludico". Nel primo caso il fine è la consapevolezza nei partecipanti dell'avvenuto cambiamento, nel secondo caso il fine è l'esperienza in sé. 
A livello internazionale il termine team building indica specifiche metodologie nate e sviluppate per lavorare sui gruppi. Il team building in Italia sta crescendo di popolarità ma ad oggi il team building    è frammentato in più modalità operative, come i team games, team experience, le cui attività talvolta sono puramente ludiche, esperienziali come la caccia al tesoro, le corse in go-kart, o di benessere, per creare il gruppo attraverso la soddisfazione e piacere dei singoli, il contatto, la comunicazione, l'empatia.

## Le fasi
La costruzione del gruppo di lavoro può avvenire in diversi modi, tra cui:
- Indoor: in aula con l'aiuto di small techniques o "tecniche brevi". Con la partecipazione dei singoli soggetti attraverso attività dirette con simulazioni di ruoli (gioco di ruolo), filmati, case-history, discussioni, business game.

- outdoor: fuori dall'aula, sono esercizi che permettono l'uso di metafore come ad esempio le attività ludiche di squadra (softair, escape-room, escape-museum, cacce al tesoro, sport quale rugby, alpinismo, rafting, ecc.). Da queste attività si apprende da una situazione reale ma non familiare, in molti casi a contatto con la natura, affrontando sfide e difficoltà concrete. Per rendere l'attività di outdoor formativa ogni esperienza deve essere susseguita da un momento di riflessione (debriefing) in cui si raccolgono i sentimenti e le emozioni vissute nella prova. Questo aiuta gli individui a collegare l'esperienza con la propria realtà aziendale, fare quindi una concettualizzazione dei contenuti[7].

## La teoria

### La dinamica di gruppo
Tra i primi studiosi che si interessarono del concetto di gruppo spiccano le figure degli psicologi sociali Lewin e Tuckman.
L'idea principale di Lewin era che "il gruppo è più della somma delle singole parti"; inoltre esso ha introdotto delle caratteristiche fondamentali del gruppo come l'interdipendenza, il senso di appartenenza, i valori e gli scopi comuni e l'influenza reciproca.
Tuckman, a sua volta, nel 1965, ha ideato un modello di evoluzione delle relazioni e dei rapporti nel gruppo (detta dinamica di gruppo) costituito da cinque fasi:
- Forming (formazione): è lo sviluppo tra i membri di un senso di appartenenza mediante fiducia, conoscenza e condivisione dei valori e della mission aziendale, attraverso esperienze comuni e la creazione di un'immagine di squadra (foto, gadget, ecc) condotto dal leader. Importante è la selezione dei collaboratori, che avviene attraverso criteri tecnici (scegliendo persone con competenze), criteri funzionali (competenze trasversali come la capacità di prendere decisioni, di definire obiettivi e di problem solving), criteri relazionali (capacità di lavorare in gruppo e di comunicare al gruppo). Da questa scelta vengono definiti i ruoli, gli obiettivi, le regole e i compiti.

- Storming (scambio-contagio):  fase in cui si possono creare contrasti e conflitti in quanto ogni soggetto può imporre la propria individualità. Compito del leader è proprio quello di assestare la crisi mettendo in evidenza gli obiettivi comuni da raggiungere. Il gruppo può risolvere la situazione conflittuale in due modi cioè cercando di ritrovare l'equilibrio perduto oppure adottando nuove strategie di lavoro. Ogni situazione di conflitto può portare disagio e sfiducia, ma con un buon lavoro del leader può diventare occasione di apprendimento e di rafforzamento dei rapporti.

- Norming (normalizzazione): se si superano in modo efficace e positivo i conflitti, si crea un senso di unità e i singoli tornano a sentirsi parte di un team. A questo punto si inizia a stabilire le regole, a identificare i ruoli, studiare e pianificare metodi e strumenti, creare e portare a conoscenza valori e obiettivi aziendali.

- Performing (efficienza):  fase pratica di lavoro per raggiungere gli obiettivi prefissati. Il leader, ora, cambia il suo ruolo nel gruppo e fa sì che esso lavori autonomamente sperimentando così l'auto-efficacia. Un alto livello di auto-efficacia suscita coraggio e fiducia nell'azienda e permette di considerare i fallimenti come un momento di crescita. Al contrario, un basso livello di auto-efficacia porta la squadra ad arrendersi di fronte alle sfide.

- Adjourning (aggiornamento):  momento finale in cui le mansioni sono completate e quindi questo determina la fine e lo scioglimento del gruppo, creando incertezza ed insicurezza sul futuro ai singoli individui tanto da portare un basso livello di motivazione. È occasione per elaborare e lavorare su nuovi progetti e obiettivi e dare inizio ad una nuova fase di forming[8].

### I fattori
Il gruppo di lavoro non nasce spontaneamente ma attraverso un processo di attività costruttive e formative chiamato team building che lo pone soggetto sociale tra gli altri soggetti organizzativi. Il gruppo per saper "essere gruppo" ha bisogno di una forte committenza organizzativa e una buona autodeterminazione. Il processo di team building è caratterizzato da una serie di fattori:
- Obiettivo: chiarezza e condivisione sono ciò che caratterizza questo fattore e rappresenta il risultato del gruppo che lavora. È importante, inoltre, che sia scritto, finalizzato, valutabile, si traduca in un risultato possibile, costruito sui fatti e negoziabile. Possono suddividersi in aggregativi (intrattenere, svagare, gratificare e premiare), motivazionali (aumentare il coinvolgimento, engagement, superare la crisi e migliorare la conoscenza dei partecipanti), formativi (comprendere quali sono le caratteristiche e l'andamento, l'evoluzione e le performance del team).

- Metodo: il metodo si definisce (Gian Piero Quaglino) come "principio e metodo di funzionamento, regola del lavoro e dell'interazione ma anche sistema, procedura, percorso". Efficacia ed efficienza del metodo vanno ad influire sul risultato che il gruppo raggiungerà e si sviluppano attraverso diverse operazioni: analisi delle risorse, discussione e confronto, decisione, organizzazione gestione del tempo, uso di strumenti utili per risolvere problemi. Quando il metodo viene a mancare o manca di efficienza o di efficacia si creano sottogruppi, discussioni poco produttive e mirate e la caduta di significato di "essere gruppo".

- Ruolo: insieme dei comportamenti che ci si aspetta da chi occupa una posizione riconosciuta e assegnata all'interno del gruppo stesso. I ruoli del gruppo sono caratterizzati da flessibilità, interdipendenza e complessità di aspettative.

- Comunicazione: rappresenta uno degli elementi fondamentali nel gruppo essendovi all'interno un processo interattivo, informativo e trasformativo cioè di dialogo e contatto tra le parti, conoscenza e scambio, creatività e cambiamento. Attraverso momenti di ascolto, condivisione, confronto, scambio, esposizione, feedback. La comunicazione risulta chiara, pragmatica, produttiva e di riferimento situazionale.

- Clima: è l'insieme dei valori, opinioni, sentimenti, comportamenti prodotti dai membri del gruppo, questi devono creare l'atmosfera che viene influenzata anche dalla cultura che si sviluppa contemporaneamente nel gruppo stesso. Il clima è un elemento determinante per la vita e la sopravvivenza del gruppo e viene reso esplicito attraverso il sostegno e la fiducia reciproca, l'attenzione del leader verso i bisogni dei singoli, il riconoscimento dei ruoli, la qualità delle relazioni, l'apertura e il feedback. Importante è attuare delle rilevazioni sul clima che può essere influenzato dalla sintonia con gli obiettivi prefissati e dal tipo di compiti.

- Sviluppo: è il fine verso cui il gruppo tende. Viene inteso come sviluppo sia di crescita personale (capacità di relazione, analisi, decisione...) che sul piano dell'attività di gruppo (elaborare, acquisire e cercare nuovi contenuti).[9]

## Obiettivi
Molti sono gli obiettivi che il team building può perseguire come ad esempio:
far conoscere le persone in modo approfondito; stimolare ed aumentare la collaborazione; costruire e potenziare relazioni interpersonali; creare un clima di fiducia e di stima tra gli appartenenti allo stesso gruppo; sviluppare creatività, ascolto, empatia, motivazione, coesione, integrazione, leadership; lavorare per obiettivi; conoscere e riconoscersi nella mission e nei valori aziendali; valutare ed apprezzare attitudini, competenze, potenzialità dei singoli individui, stuzzicare eventuali attriti o incomprensioni tra le persone.
Classici esempi possono essere quelli di far conoscere in modo più profondo persone che in ufficio si conoscono solo in modo superficiale, aumentare la fiducia nei propri colleghi, migliorare il livello di collaborazione, favorire la comunicazione. Il fine ultimo deve sempre essere quello di far sentire il gruppo una vera squadra.